# John Graham Nicholls
Pour les articles homonymes, voir Nicholls.
John Graham Nicholls (19 décembre 1929 - 13 juillet 2023) est un physiologiste et neuroscientifique britannique, américain et suisse.

## Biographie
Nicholls était jusqu'à sa mort professeur émérite de physiologie. Il fait ses études à la Berkhamsted School (en) puis au King's College de Londres. Il obtient son doctorat en médecine à l'hôpital Charing Cross et un autre doctorat au département de biophysique de l'University College de Londres en 1955. Il a travaillé à l'University College de Londres et dans les universités d'Oxford, Harvard, Yale et Stanford. En 1983, il devient professeur de pharmacologie au Biozentrum de l'Université de Bâle. À sa retraite, il devient professeur émérite en 1998, et il est professeur de neurobiologie à l'École internationale supérieure d'études avancées de Trieste, en Italie, où il réside jusqu'à sa mort. Il était membre de la Royal Society.
Nicholls est décédé le 13 juillet 2023, à l'âge de 93 ans,,,. Certains des étudiants et chercheurs postdoctoraux qu'il a formés sont répertoriés sur sa page Neurotree. L'Organisation internationale de recherche sur le cerveau a créé  une bourse nommée en son honneur.

## Travaux
Nicholls est surtout connu pour ses recherches dans le domaine de la neurobiologie. Dans le système nerveux des invertébrés et des mammifères, il a étudié la transmission synaptique ainsi que le fait que les neurones du cerveau et de la moelle spinale des mammifères ne parviennent pas à se régénérer après une blessure, contrairement à la régénération des connexions synaptiques qu'il a été le premier à démontrer sur la sangsue,. Pour ses études, il a développé un nouveau type de préparation du système nerveux central (SNC) des mammifères qui a permis d'étudier les mécanismes impliqués dans la croissance des neurites et la régénération du SNC,. Ses dernières études concernent la régulation du rythme de la respiration  par le système nerveux. 
Nicholls est l'auteur du livre From Neuron to Brain dont il a dirigé les cinq éditions  et dont il a écrit une introduction pour la sixième.

## Prix et distinctions
- 1988 : Membre de la Royal Society
- 2003 : Création de la bourse John Nicholls
- 2007 : D. Sc. Honoris Causa, Université de Trieste
- 2010 : Prix  de la Society for Neuroscience pour l'éducation en neurosciences[14]
- 2011 : Conférence John G. Nicholls[15].

## Livre
Les éditions du livre From neuron to brain sont :
- Kuffler S., Nicholls JG. From neuron to brain. Sinauer Associates Inc[16], 1re édition (12 août 1976), 2e édition (1 mai 1984)
- Nicholls JG., Martin R. From neuron to brain. Sinauer Associates Inc, 3e édition (septembre 1992), 4e édition (15 janvier 2001) 5e édition (7 novembre 2011).